# Oh, wie schön ist Panama

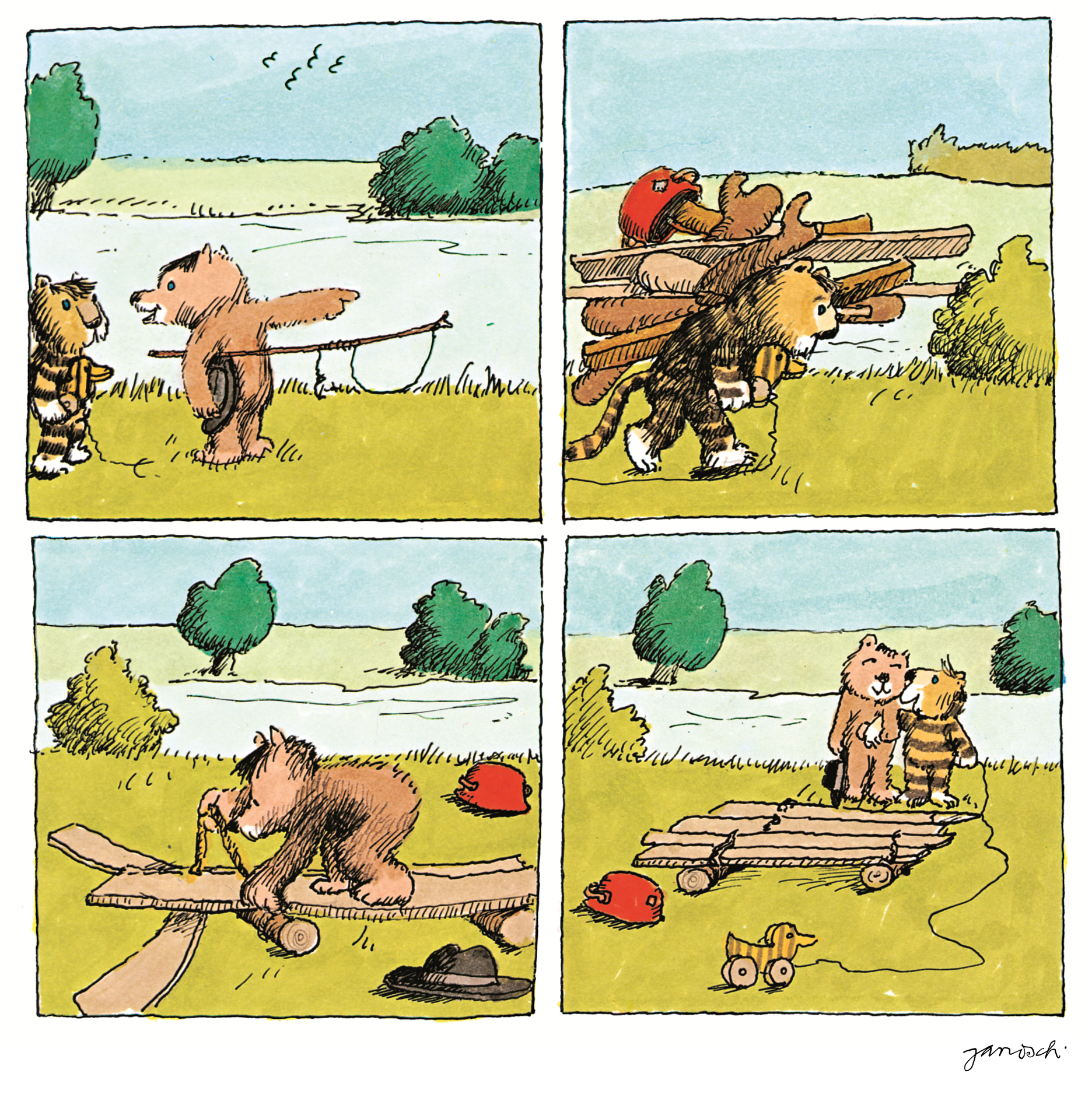
Zeichnung aus Oh, wie schön ist Panama

Oh, wie schön ist Panama (Die Geschichte, wie der kleine Tiger und der kleine Bär nach Panama reisen) ist eine mit dem Deutschen Jugendbuchpreis ausgezeichnete illustrierte Kindergeschichte von Janosch. Das Buch erschien am 15. März 1978.

## Handlung
Die zwei Freunde Kleiner Tiger und Kleiner Bär leben glücklich in einem Häuschen in der Nähe eines Flusses. Der kleine Bär ist leidenschaftlicher Fischer, und der kleine Tiger ist ein versierter Pilzsammler, der eine kleine gelbschwarz gestreifte Holzente mit Rädern besitzt. Er nennt sie deshalb „Tigerente“. Eines Tages fischt der kleine Bär eine leere Holzkiste mit der Aufschrift „Panama“ aus dem Fluss. Er schnuppert an der Kiste, und sie riecht nach Bananen, und er beschließt, dass Panama das Land seiner Träume sei. Der kleine Bär erzählt seinem Freund Kleiner Tiger phantasievoll, dass Panama ein Ort sei, wo alles besser, größer und schöner als zuhause sein soll, und dass sie nun in dieses Land reisen sollen. Am nächsten Tag machen sich die beiden mit einem Kochtopf, einer Fischerrute, einem Hut und der Tigerente auf den Weg nach Panama. Zuerst fertigen sie aus der Kiste einen Wegweiser und gehen in die gezeigte Richtung. Während ihrer Reise treffen sie auf die verschiedensten Tiere. Die meisten wissen nicht, wo Panama liegt, und einige geben ihnen falsche Richtungsangaben. Die beiden Freunde laufen wegen dieser Angaben im Kreis herum und kommen schließlich wieder in ihrem alten Zuhause an. Da in der Zwischenzeit ihr Haus durch die Witterung angegriffen aussieht, die Brücke nicht mehr vollständig intakt ist und die Bäume und Sträucher beträchtlich gewachsen sind, ist ihnen nicht bewusst, dass sie wieder in ihrem ursprünglichen Zuhause angekommen sind. Sie finden auf dem Boden vor ihrem Haus die Reste des Wegweisers mit der Aufschrift „Panama“, den sie aber für ein Ortsschild halten. Die beiden glauben deshalb, tatsächlich an ihrem Ziel angekommen zu sein. Sie reparieren das Haus und sind glücklich, endlich im Land ihrer Träume zu sein.

## Interpretation
Die Geschichte ermöglicht den Rezipienten eine neue Perspektive auf das eigene Zuhause. Erst aus der Distanz wird begriffen, dass das eigene Zuhause schöner ist, als es von nahem erscheint. Janosch äußert sich dazu in der Frankfurter Rundschau: „Jeder lebte schon immer im Paradies, hat es nur nicht gewusst.“ Eine Grundaussage dieser Geschichte ist:

„Wenn man einen Freund hat, … braucht man sich vor nichts zu fürchten.“

## Auszeichnungen
- 1979: Deutscher Jugendbuchpreis für Oh, wie schön ist Panama.
- 1980: Prix Jeunesse International Munich für Oh, wie schön ist Panama in der Sendung mit der Maus.

## Verfilmungen
Oh, wie schön ist Panama wurde 1986 im Rahmen der ersten Folge von Janoschs Traumstunde als Zeichentrickfilm veröffentlicht, entstand aber bereits 1979 als weiteres Projekt des WDR für sein Kinderfernsehprogramm.
Eine weitere gleichnamige Zeichentrickverfilmung erfolgte im Jahr 2006. In der Verfilmung stranden der kleine Tiger und der kleine Bär allerdings auf einer einsamen Insel (im anfänglichen Glauben, Panama erreicht zu haben) und kehren erst später nach Hause zurück. Janosch selbst sagte dazu kritisch, dass der Film mit der ursprünglichen Botschaft seiner Geschichte nicht mehr viel gemeinsam habe. Synchronsprecher sind unter anderem Til Schweiger (Kleiner Tiger), Dietmar Bär (Kleiner Bär), Mirco Nontschew („Reiseesel“ Mallorca) und Anke Engelke (Fisch).

## Musik
Oh, wie schön ist Panama liegt der gleichnamigen Kinderoper zu Grunde, die der Komponist Stefan Johannes Hanke 2014 im Auftrag der Staatsoper Hannover schrieb. Das Libretto stammt von Dorothea Hartmann.

## Sonstiges
Veranstaltungen mit Awareness-Teams setzen das auf die Geschichte anspielende Codewort „Wo geht’s nach Panama?“ ein, mit dem Besucher sich unauffällig melden können.

## Übersetzungen
- Våra drömmars land – En saga om hur den lilla björnen och den lilla tigern reser till Panama. Stockholm 1978, ISBN 91-502-0396-7. (Schwedisch)
- Oi ihana Panama: Kertomus siitä kuinka pikku karhu ja pikku tiikeri löytävät Panaman. Übersetzerin: Riitta Mäyrälä. WSOY, 1980. (Finnisch)
- The Trip to Panama. Beltz & Gelberg Verlag, Weinheim 1990, ISBN 3-407-78074-5. Übersetzerin: Anthea Bell (Englisch)
- Oh, com'è bella Panama. Piemme, Italia 1997, ISBN 978-88-384-7404-0. (Italienisch)
- Ah ne güzel Panama. Beltz & Gelberg Verlag, Weinheim 1998, ISBN 3-407-78323-X. (Türkisch)
- O pulcherrimam Panamam: Narratur fabula de parvulo tigre ursuloque Panamam proficiscentibus. Übersetzt von Hermann Wiegand. Edition Tintenfaß, Neckarsteinach 2016. (Lateinisch)
- ܐܟ، ܡܢ ܒܣܝܡܬܐ ܝܐ ܦܢܡܐ (ox, min basimto-yo panama). Übersetzt von Zeki Bilgic – NISIBIN Aramïsche Studien. Edition Tintenfaß, Edition Tintenfaß, Neckarsteinach 2016, ISBN 978-3-946190-25-7. (Aramaïsch)
- Ах, ця чудова Панама! Urbino, L’viv 2018. Übersetzerin: O. Sydor (Ukrainisch)
- Ooh, wie isch des schön, des Panama. Edition Tintenfaß, Neckarsteinach, Germany, 2016. Übersetzerin Carola Horstmann. ISBN 978-3-946190-23-3. (Alemannisch)